# Barbut verd cellanegre
El barbut verd cellanegre (Psilopogon oorti) és una espècie d'ocell de la família dels megalèmids (Megalaimidae) que habita boscos de les muntanyes (600-2000 m) de Malaca i Sumatra.

## Taxonomia
Considerat fins fa poc coespecífic de P. annamensis, P. nuchalis i P. faber, arran recents treballs, les dues últimes han estat considerades espècies de ple dret, i més tard també la primera.